# Старе Кобялкі
Старе Кобялкі (пол. Stare Kobiałki) — село в Польщі, у гміні Сточек-Луковський Луківського повіту Люблінського воєводства.
Населення — 506 осіб (2011).
У 1975-1998 роках село належало до Седлецького воєводства.

## Демографія
Демографічна структура станом на 31 березня 2011 року:
|          | Загалом | Допрацездатний вік | Працездатний вік | Постпрацездатний вік |
| -------- | ------- | ------------------ | ---------------- | -------------------- |
| Чоловіки | 241     | 59                 | 164              | 18                   |
| Жінки    | 265     | 67                 | 135              | 63                   |
| Разом    | 506     | 126                | 299              | 81                   |